# Ernesto Monsalve
Ernesto Rodríguez-Monsalve Álvarez, más conocido como Ernesto Monsalve (Valladolid, España; 7 de diciembre de 1985) es un músico, profesor, comunicador y gestor cultural español, fundador de la Joven Orquesta Sinfónica de Valladolid en 2003, de la que desde entonces es director titular.
Como promotor cultural ha impulsado y dirigido acontecimientos como el estreno en España, Cuba o Estados Unidos de América de la cantata «Per la ricuperata salute di Ofelia» de Mozart y Salieri tras el descubrimiento en 2015 de la partitura, perdida desde 1785. También los actos en conmemoración del 2150 aniversario de Numancia con Plácido Domingo, del 500 aniversario de la llegada a España de Carlos V en el Parlamento Europeo y en Valladolid o un flashmob de la Unión Europea para la conmemoración del Centenario de la I Guerra Mundial, son trabajos al frente de los cuales se situó como director artístico y coordinador, ocasionalmente bajo el marchamo de la Marca España.
Desde agosto de 2020 interviene semanalmente en Radio Nacional de España y Radio Televisión de Castilla y León, con espacios en los que desgrana anécdotas y curiosidades de la música clásica.
Es autor de Salieri: el hombre que no mató a Mozart, primera biografía en castellano del compositor italiano, publicada por Ediciones Rialp. Con ocasión de la presentación del libro, Monsalve dirigió la edición crítica y el estreno mundial y grabación de la obertura de La bella selvaggia, ópera inédita de Antonio Salieri, compuesta en 1802 en Viena pero nunca interpretada hasta 2024.

## Biografía
Comienza sus estudios de música y piano en su comunidad autónoma natal, donde obtiene el título profesional de Música, posteriormente un diploma en Dirección de Música y Orquesta Sinfónica por el ABRSM y el doctorado cum laude en Musicología por la Universidad de Castilla-La Mancha. Ha complementado su formación con cursos impartidos por diversos maestros como por ejemplo Bruno Aprea. También es licenciado en Derecho por la Universidad de Valladolid y tiene un máster en gestión cultural y otro en formación del profesorado de secundaria y bachillerato.
Ha estado al frente, como invitado, de orquestas y coros de Perú;Bolivia; San Remo;La Habana; Buenos Aires; Rousse; Viena; así como de agrupaciones juveniles de Gante, Cuenca, Wageningen, en la Universidad Complutense y de la Rey Juan Carlos de Madrid. En los años 2011 y 2014 coordinó y dirigió el Programa de Jóvenes Músicos y Orquestas de Argentina batiendo un récord al frente de quinientos músicos latinoamericanos en Chaco. Ha realizado, también, otras giras con la Joven Orquesta Sinfónica de Valladolid por varios puntos de España y una decena de países europeos.
En  2021 se incorpora al claustro de la Universidad Internacional de La Rioja, fungiendo como director del Área de Música hasta 2024 y, desde este año, como director de Proyectos de Música y Artes Escénicas del Vicerrectorado de Transferencia. Asimismo, a su actividad docente se suma la de investigación académica que incluye intervenciones en varios foros internacionales entre los que destacan los conservatorios superiores y universidades de Arequipa, La Habana,Chuquisaca, Castilla-La Mancha, Valladolid, Música en Compostela, Cuenca (Ecuador) o Miguel de Cervantes de Valladolid. También en instituciones de  Chaco (Argentina), Perú, Ecuador, Panamá, Colombia, Valladolid, Viena y París o Universidad de Buenos Aires. En 2022, pronunció el XXII Pregón Nazareno de Valladolid.
En 2013, intervino en el programa televisivo de Antena 3 El hormiguero.  En 2022, con motivo del estreno de su Oratorio de Navidad en El Vaticano, fue recibido por el papa Francisco en la Basílica de San Pedro.
Entre sus reconocimientos se cuentan el nombramiento a título honorífico, en 2012, como consejero cultural de la Provincia de Valladolid por unanimidad del pleno de la Diputación de Valladolid. En 2018 se le concedió la Gran Placa de la Orden de Carlos V y, en 2023, el Teatro Zorrilla (Valladolid) le puso su nombre a la butaca de honor N.º 15.

## Catálogo de obras estrenadas y/o publicadas
Como compositor, destacan su Concierto En Gante para flauta y orquesta, estrenado en 2009 por Femke van Leuwen y la Orquesta Sinfónica de la Universidad de Gante; o Las Mujeres de Baco, estrenada en 2016 en Las Edades del Hombre (Toro) por el cuarteto solista de la Orquesta Sinfónica de Castilla y León, en un acto apadrinado por Jesús López Cobos. Además, junto al poeta Carlos Aganzo, responsable de sendos textos, es autor de la música de dos obras de carácter conmemorativo: Maestro, Oda a Miguel Delibes, por el fallecimiento del escritor acaecido en 2010; y Ansur, para la clausura de los actos por el IX centenario de la muerte de Pedro Ansúrez, fundador de Valladolid, en 2019 cuya partitura y libreto publicó, además, la Diputación de Valladolid. En diciembre de 2020 impulsó y dirigió la composición y el estreno de un Oratorio de Navidad, en colaboración con otros tres compositores de Castilla y León, como respuesta a la Pandemia de COVID-19 y en beneficio de los comedores sociales de Cáritas. En el estreno, la actriz María Galiana encabezó el reparto.
También es autor de la música de los himnos oficiales de Medina de Rioseco, de Aspaym y de la Hermandad Universitaria del Santo Cristo de la Luz (Valladolid).
| Año de composición | Obra | Tipo de obra | Duración |
| ------------------ | --- | --- | -------- |
| 1997               | 10 variaciones para piano sobre una canción de Luis Cantalapiedra de la misa del centenario del Colegio San José. | Piano solo | 10:00    |
| 2001               | Música de Semana Santa y adendas al Himno de la Cofradía, para la Procesión del Silencio de la Cofradía Penitencial de Nuestro Padre Jesús Nazareno.                                                                                 | Música instrumental y coral | 25:00    |
| 2005               | Misa-Rock en Re mayor. | Solistas, coro y orquesta sinfónica | 35:00    |
| 2007               | Feliz Navidad Multilíngüe, villancico (rev. 2009 y 2016). | Solistas, coro y orquesta | 08:00    |
| 2008               | En Gante, concierto para flauta y orquesta en Sol mayor (rev. 2009). | Música instrumental | 45:00    |
| 2009               | New Urban Sounds from Spain, para orquesta de cámara. | Música instrumental | 20:00    |
| 2009               | België, suite para orquesta sinfónica. | Música orquestal | 12:00    |
| 2009               | Himno de la Coronación de la Virgen de las Angustias, para soprano, coro y orquesta sinfónica. Letra de Godofredo Garabito. | Música religiosa | 05:00    |
| 2010               | Natividad, oratorio en dos actos con letra de Godofredo Garabito. | Música religiosa | 02:30:00 |
| 2010               | Maestro: Oda a Miguel Delibes, con letra de Carlos Aganzo. | Oda sinfónica para narrador, coro y orquesta                                                                                                  | 75:00    |
| 2011               | Emprender, en el 125 aniversario de la Cámara de Comercio de Valladolid. | Música instrumental para piano solista y orquesta                                                                                             | 05:00    |
| 2012               | Himno de Medina de Rioseco. Letra de Godofredo Garabito. | Himno para coro y orquesta o banda | 04:00    |
| 2014               | In memoriam, a Enrique Beotas y las demás víctimas del accidente ferroviario de Santiago de Compostela. Letra de Carlos Aganzo. | Música solista (violonchelo acompañado de piano) y narrador                                                                                   | 04:00    |
| 2014               | Himno del Hermandad Universitaria del Santo Cristo de la Luz, para coro y orquesta. Letra de Ángel María de Pablos. | Música vocal acompañada | 05:00    |
| 2015               | Tríptico a Santa Teresa, en conmemoración del V Centenario de Santa Teresa de Jesús. Textos de Santa Teresa de Ávila. | Barítono (o alto) y piano | 15:00    |
| 2015               | Música para el corto La naturaleza de las cosas, estrenado en la SEMINCI (Roberto Lozano Bruna). | Música de cine | 20:00    |
| 2015               | Hacia Ella, canción sin palabras. | Chelo solista, acompañado | 05:00    |
| 2016               | Epitafios Cervantinos, a Don Quijote, Sancho y Dulcinea, en el IV Centenario de la muerte de Cervantes. | Música coral (a capela) | 07:00    |
| 2016               | Las mujeres de Baco, para corno inglés, violín, viola y chelo. | Música de cámara | 30:00    |
| 2016               | El Jardín de las Delicias, en el V Centenario de El Bosco. | Música sinfónica | 18:00    |
| 2017               | Himno de Aspaym. Letra de Jesús Fonseca. | Vocal acompañada | 05:00    |
| 2017               | 'Carolus Rex, en conmemoración del V centenario del viaje de Carlos I desde Flandes a Valladolid. | Marcha para Orquesta Sinfónica o Banda | 06:00    |
| 2017               | Las abarcas desiertas. Letra de Miguel Hernández. | Barítono y piano | 05:00    |
| 2018               | Marcha Fúnebre para el Jueves Santo. | Órgano | 05:00    |
| 2018               | Fanfarria a la Experiencia, por encargo del Ayuntamiento de Valladolid para los Conciertos para Personas Mayores. | Orquesta Sinfónica | 05:00    |
| 2018               | Salve Regina, por encargo de la Cofradía de la Salve de Boecillo en su 300 aniversario. | Coro mixto a 4 voces acompañado | 06:00    |
| 2018               | El Príncipe de las Estrellas, musical original de Sergio Sanjuán. | Solistas y orquesta (saxo, percusión, piano y cuerda)                                                                                         | 90:00    |
| 2019               | Regina Caeli, por la Catedral de Notre Dame. | Mezzosoprano, orquesta sinfónica y órgano | 15:00    |
| 2019               | Ansur, en conmemoración del IX Centenario de la muerte del conde Pedro Ansúrez. Letra de Carlos Aganzo y Darío Velao. | Ópera-cantata para barítono y soprano solistas (Conde Ansúrez y Doña Eylo), juglar ciego, dos coros, órgano y orquesta sinfónica              | 01:45:00 |
| 2020               | Oratorio de Navidad. Sobre los textos litúrgicos en latín y en colaboración de los también compositores David Rivas, Pablo Toribio y Óscar Leanizbarrutia.                                                                           | Cuatro solistas (soprano, alto, tenor y barítono) y orquesta sinfónica completa                                                               | 01:00:00 |
| 2021               | Dos bagatelas al pianoforte de José Zorrilla. Compuestas para su interpretación sobre el recién restaurado pianoforte del poeta, e interpratadas en la presentación de un poemario en el salón de la Casa de Zorrilla de Valladolid. | Para instrumento solista y pianoforte | 10:00    |
| 2021               | El retablo de Caín, en conmemoración del 75 aniversario de la fundación de la Organización de Naciones Unidas (ONU). Inspirada en la obra homónima de Cristóbal Gabarrón.                                                            | Música de cámara para narrador, cello y piano                                                                                                 | 22:00    |
| 2022               | Misa en Fa Mayor. | Para cuatro voces, órgano, violín, violonchelo y glockenspiel                                                                                 | 20:00    |
| 2022               | Oratorio de Navidad. Sobre los textos litúrgicos en latín. Nueva versión de la de 2020. | Cuatro solistas (soprano, alto, tenor y barítono), órgano, coro y orquesta sinfónica                                                          | 01:15:00 |
| 2024               | Versión al castellano de la Novena Sinfonía de Ludwig Van Beethoven. Con Carlos Aganzo. | Música original de Beethoven para coro mixto, cuatro solistas y orquesta. Adaptación de la partitura (cuarto movimiento) de Ernesto Monsalve. | 25:00    |
| 2025               | Miguel de Cervantes. Obertura sinfónico-coral en homenaje al idioma castellano en el Bicentenario de la Independencia de Bolivia. Sobre un poema original de Miguel de Cervantes.                                                    | Solistas (soprano, alto, tenor y barítono), Coro y Orquesta sinfónica.                                                                        | 07:00    |